# Palau Reial Major
El Palau Reial Major de Barcelona fou la residència dels comtes de Barcelona i reis d'Aragó. És al centre del barri Gòtic de la ciutat, a la plaça del Rei, i es compon bàsicament de tres recintes: el Saló del Tinell, fet construir pel rei Pere el Cerimoniós entre els anys 1359 i 1362 al mestre d'obres Guillem Carbonell; la capella palatina de Santa Àgata, de l'any 1302, per ordres del rei Jaume el Just i la seva esposa Blanca de Nàpols (al seu interior hi ha el Retaule del Conestable, de Jaume Huguet); i el Verger, jardí amb porxos i dependències al voltant, comunicat amb el Tinell. Va ser seu del tribunal de la Inquisició i avui és la seu del Museu Frederic Marès.
Afegit al Palau Reial, s'aixeca el Palau del Lloctinent, de l'any 1549, construït per Antoni Carbonell per encàrrec de la Generalitat. És la seu de l'Arxiu General de la Corona d'Aragó (única de l'any 1836 fins a 1994 i seu institucional des de llavors). També en forma part l'anomenat Mirador del Rei Martí, torre amb cinc pisos de galeries edificada el 1555, entre el Palau del Lloctinent i el Tinell.
Es té documentació del nom de Palau Major per primera vegada l'any 1116, i fou anomenat així per diferenciar-lo del Palau Reial Menor, que s'aixecava vora la plaça de Sant Miquel, darrere la Casa de la Ciutat, i fou enderrocat el 1847.

## Història

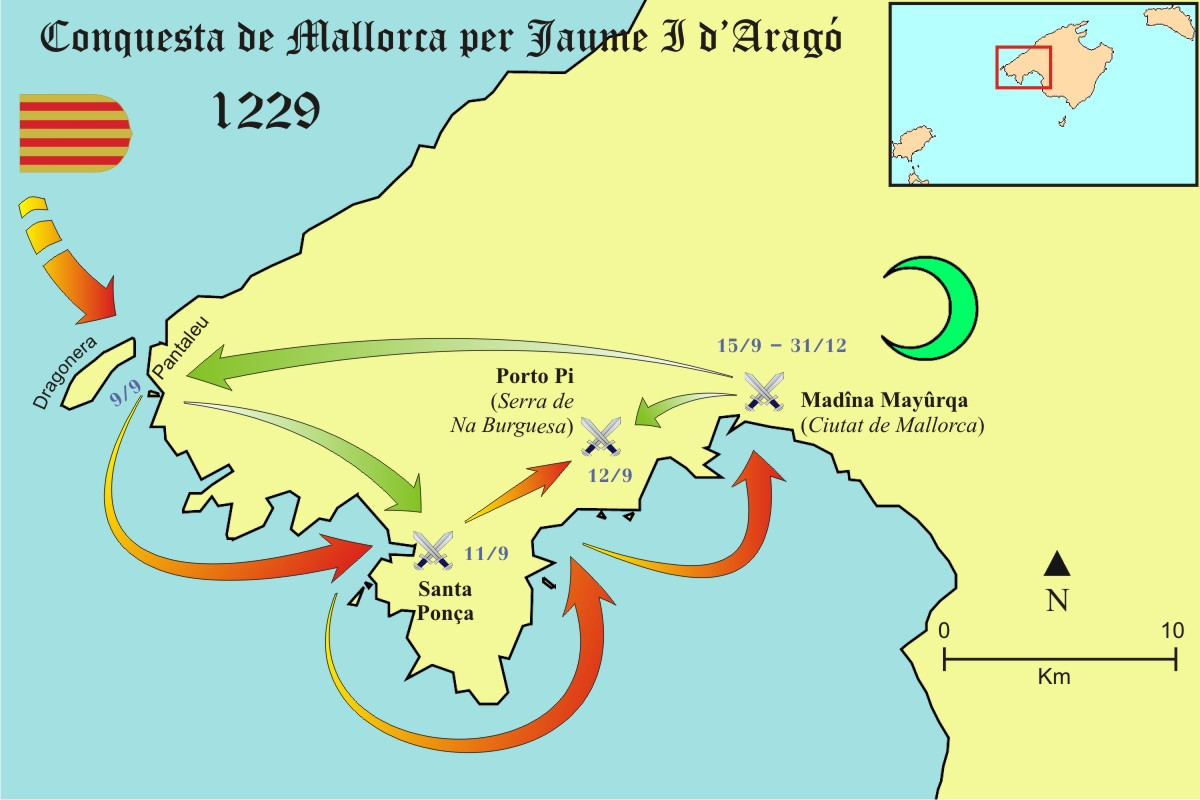
Conquesta de Mallorca, després de la reunió de les Corts dutes a terme al Palau Reial Major de Barcelona

Durant la segona meitat del segle xi, el palau s'estenia des de la catedral romànica, a la plaça de Sant Iu, D'aquesta època és l'escalinata exterior, encara existent, on es feien les reunions dels membres del Consell de Cent quan encara no disposaven d'edifici propi.
Jaume I va reunir les Corts al Palau Reial Major el dia 20 de desembre de 1228, i es va adreçar als assistents amb aquestes paraules:
| « | On nós vos pregam molt carament (…) que ens donets consell e ajuda (…) en est viatge que volem fer sobre el regne de Mallorques e les altres illes que pertanyen a aquella. | » |

En aquestes Corts s'havia de pactar el concurs de cada estament en l'empresa de la conquesta de Mallorca i la repartició dels guanys.
Cap a 1401 es té constància del projecte del rei Martí l'Humà per construir un nou Palau Reial a tocar de la Rambla, però no es va arribar a portar a terme i el rei va donar la pedra per a la construcció de l'Hospital de la Santa Creu.

Als anys 1461 i 1472 va servir de capella ardent per a Carles de Viana i per al seu pare Joan II.

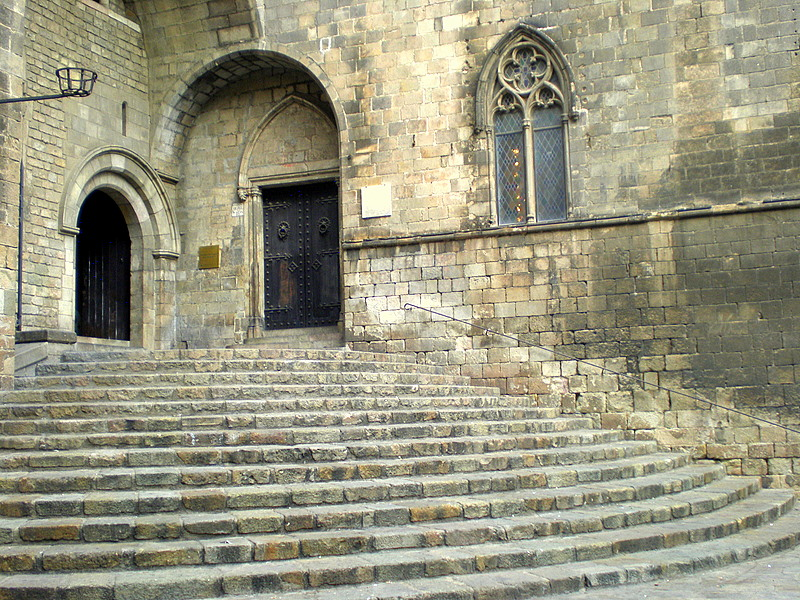
Escales del Palau Reial Major, amb l'entrada al Saló del Tinell a l'esquerra i la porta de la capella de Santa Àgata a la dreta

A les escales d'entrada del Palau Reial Major, el 7 de desembre de 1492, va patir un intent d'assassinat el rei Ferran el Catòlic, per part de Joan Canyamars quan sortia del Palau on havia mantingut una reunió amb els síndics camperols encarregats de l'aplicació de la Sentència de Guadalupe. Fou jutjat i condemnat a «morir a crudelíssima mort, per ésser exemple i càstig als altres».
| « | Joan Canyamars, pagès, bar e traïdor malvat, amb ànimo diabòlic, passat migjorn quasi un quart d'hora, eixint la Majestat del Senyor Rei del seu palau qui és en la plaça del Rei, en la sala del qual palau havia tenguda audiència, e essent davant la porta de l'església de dit Palau, donà a la dita majestat un colp en lo coll amb una espasa, del qual isqué sang. | » |

El Palau Reial Major fou la seu del tribunal de la inquisició espanyola. La tradició mantenia que en les mateixes escales d'entrada va tenir lloc la rebuda de Cristòfol Colom, per part dels Reis Catòlics, al retorn del seu primer viatge d'Amèrica. Avui ha quedat demostrat que aquesta rebuda va fer-se al refetor del Monestir de Sant Jeroni de la Murtra, a Badalona, on els reis s'havien retirat després de l'atemptat. Va ser dies després, quan es va fer la recepció oficial al Palau Reial.
La dissolució de l'aparell polític català arran de la victòria militar borbònica va fer que desapareguessin les dependències de l'administració reial i durant el 1718 el rei Felip V va cedir el palau a les monges clarisses, el convent de les quals del barri de la Ribera s'enderrocà a causa de la construcció de la Ciutadella.
En l'actualitat el Saló del Tinell i la Capella de Santa Àgata formen part del Museu d'Història de la Ciutat, mentre que el Verger és ocupat pel Museu Marés.

## Arquitectura

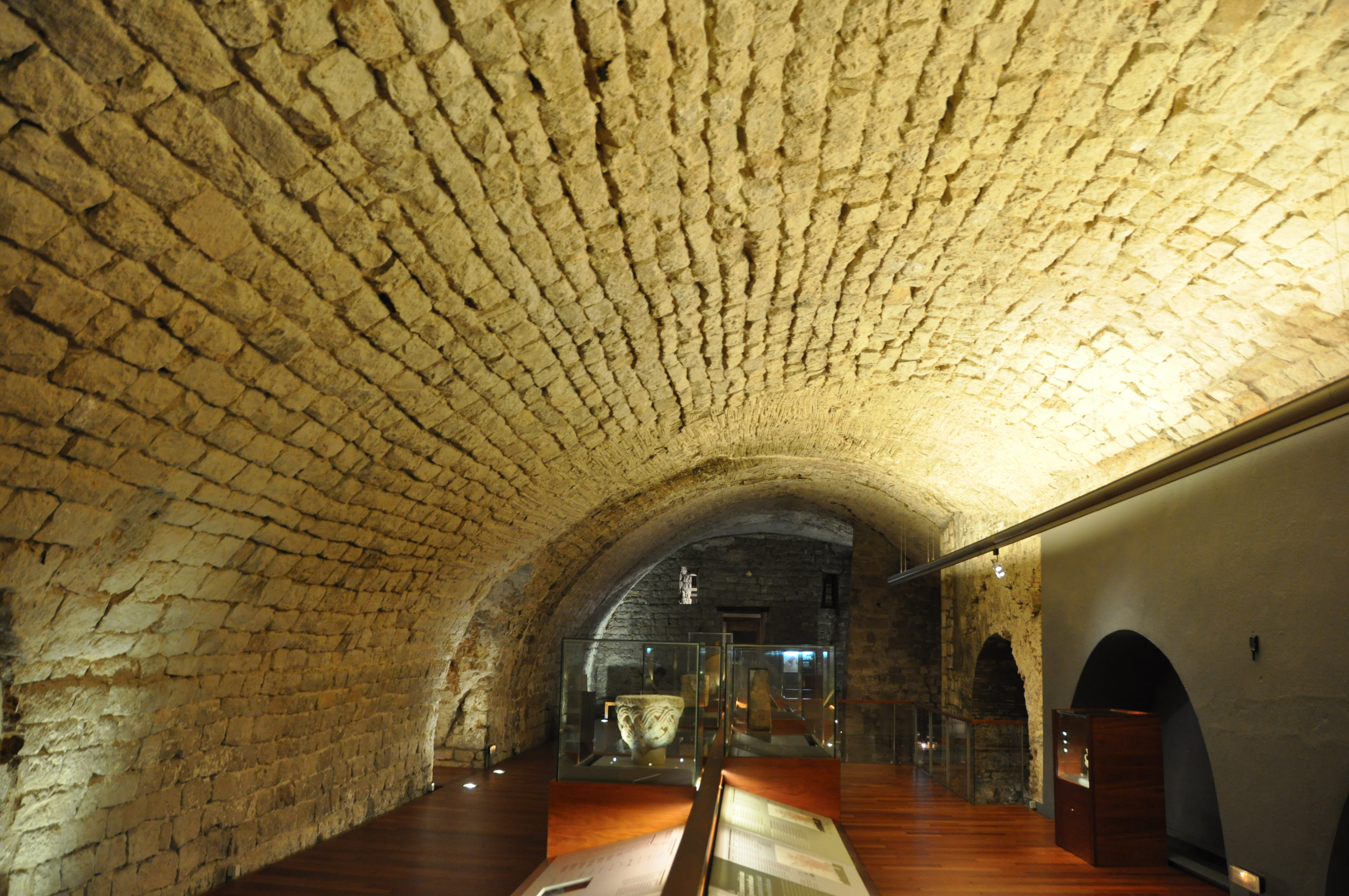
Voltes romàniques sota el Saló del Tinell

Sota el Saló del Tinell hi ha vestigis d'un conjunt d'edificis monumentals de l'època visigòtica dels primers comtes de Barcelona. Durant el segle xi l'edifici va ser enderrocat per tal de construir-ne un de nou; l'obra romànica era rectangular i perpendicular a la muralla a la qual estava adossada. Aquest palau romànic, conegut com a Palau Comtal, o Palau dels Comtes, va romandre prop de dos segles, sense que s'hi fes cap reforma important.
El canvi dels dominis dels comtes barcelonins, que havien passat a governar una corona per terres aragoneses i sicilianes, va fer que comencessin les reformes: al segle xiii es van realitzar pintures murals representant l'exèrcit català, actualment al Museu d'Història de la Ciutat, i la construcció d'un nou cos a la part sud-oest del pati, amb planta baixa i arcades, i el pis principal de doble altura, amb finestrals triforats i amb llinda d'arcs (en l'actualitat, totalment reconstruïts).

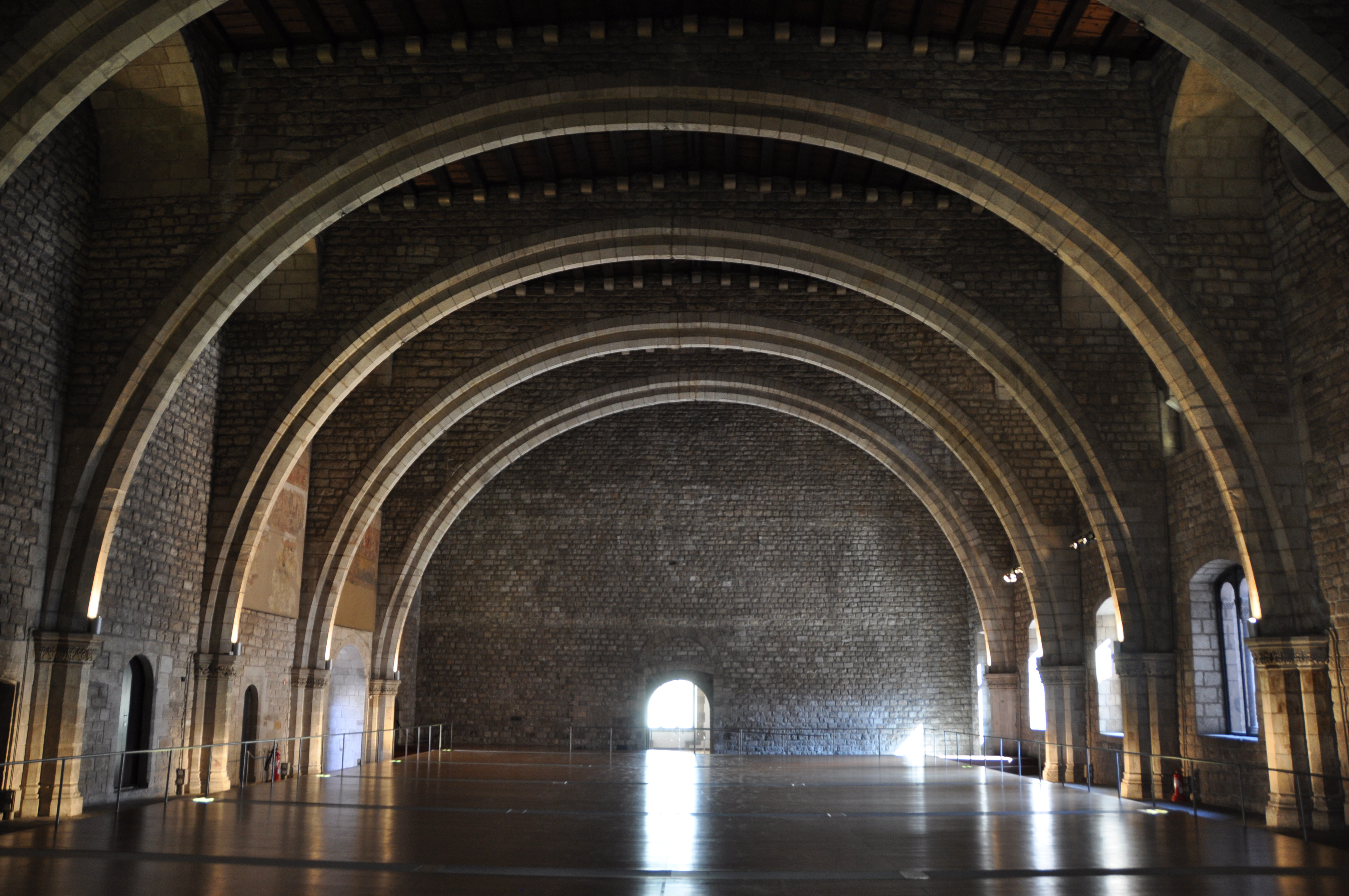
Interior del Saló del Tinell, sostingut per arcs de diafragma

El Saló del Tinell consta de planta rectangular, de 34 metres de llargària per 17 d'amplària i 12 d'alçada, coberta amb un sostre pla amb bigues de fusta que descansen sobre sis arcs de mig punt de pedra amb perfil de motllura sobre unes columnes adossades amb capitells i de més de 16 metres de llum.
Pere el Cerimoniós va fer enderrocar tot l'interior pel mestre d'obres Guillem Carbonell, però va conservar les façanes i feu bastir un gran saló per a recepcions i banquets. L'any 1362 ja estava pintant el sostre Jaume Desfeu, seguidament es va fer la pavimentació i el 1370 es va posar una placa commemorativa sobre la porta: 
| « | En l'any de la nativitat de Nostre Senyor MCCCLXX lo molt alt Senyor en Pere Terç Rei d'Aragó feu obrar aquesta cambra. | » |

Per aquest temps, a més de les sales de representació i les residencials, es té notícia d'una armeria: «Arxiu de les armes reials».

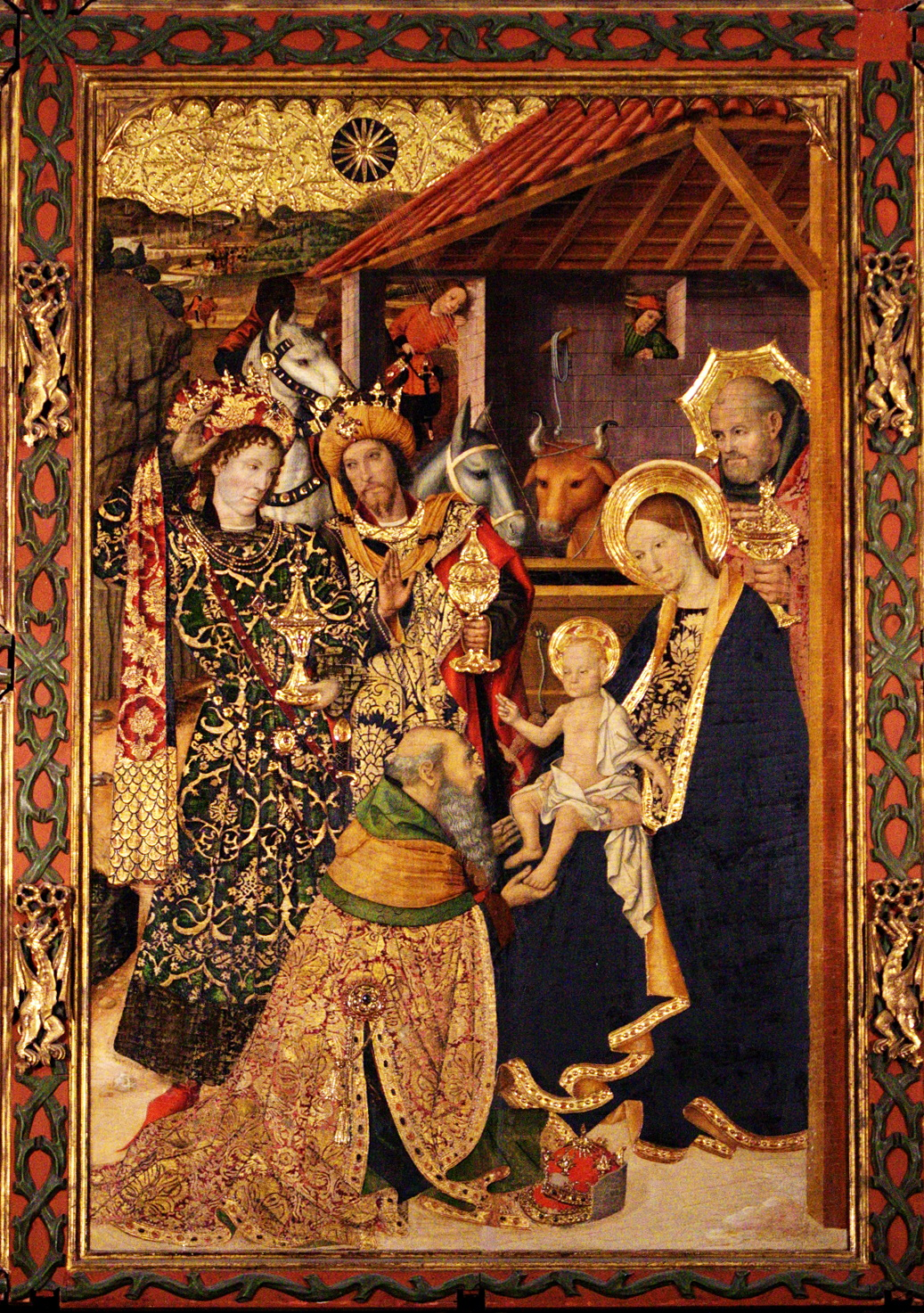
Retaule de l'Epifania de Jaume Huguet per a la Capella de Santa Àgata

L'any 1302 es va dur a terme la construcció de la capella reial de Santa Àgata, en substitució de l'antic oratori que hi havia al palau, ja amb traça gòtica plenament, adossada a la muralla romana, i encarregada pel rei Jaume el Just al mestre d'obres Bertran Riquer; disposava de porta directa amb el palau i d'una tribuna enlaire per a l'assistència dels reis a les cerimònies religioses. Dedicada originalment a santa Maria, sembla va estar sota diverses advocacions fins a l'any 1601 que rebé l'actual de santa Àgata, per les relíquies que s'hi guardaven d'aquesta santa. Té una torre octagonal del primer quart del segle xiv, i és d'una sola nau amb volta de canó i arcs de diafragma. La sagristia està construïda dintre de la muralla romana.

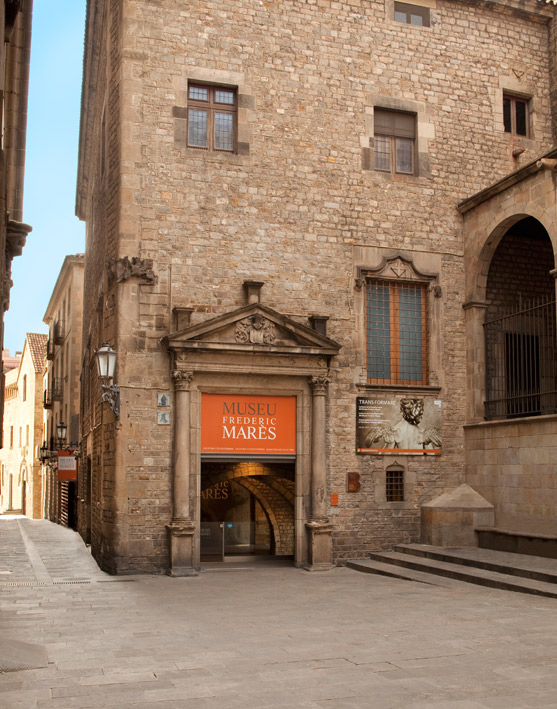
Antiga porta de la Reial Audiència, avui entrada al Verger del Palau, seu del Museu Marès

El rei Martí I l'Humà, l'any 1403, va reformar la plaça engrandint-la perquè s'hi poguessin celebrar tornejos. Va emprendre noves reformes a les plantes altes i al pati, per a les quals es portà pedra mallorquina de Santanyí, rajoles de València i materials diversos de Sicília. Es va bastir també un pas elevat cap a la catedral al costat del portal de Sant Iu (aquest pas va ser enderrocat l'any 1823).
Durant el regnat de Pere V (1463-1466) els treballs portats a terme van ser sobretot decoratius, com la xemeneia del Saló del Tinell obrada per l'escultor Joan Claperós, així com la realització de seixanta rajoles de terra cuita per a la capella de Santa Àgata representant àngels i les armes d'Aragó i Sicília. Va encarregar la realització del retaule de l'Epifania al pintor Jaume Huguet l'any 1465 i la policromia del sostre va ser realitzada per Alfons de Còrdova.
Al segle xvi va deixar de ser l'estatge reial i es va repartir el conjunt entre la Inquisició i l'administració reial: es va adaptar l'edifici per als nous usos, com les escrivanies i els arxius de la Reial Audiència, i el Saló del Tinell fou dividit en diferents espais i s'hi van obrir diverses portes. La porta coronada amb un frontó triangular per la qual s'entrava a la Reial Audiència, i que es pot veure en un dibuix de Gustave Doré, publicat a Le Tour du Monde: Voyage en Espagne, el 1862, és la que està col·locada a la placeta de Sant Iu per l'entrada al Museu Marès.

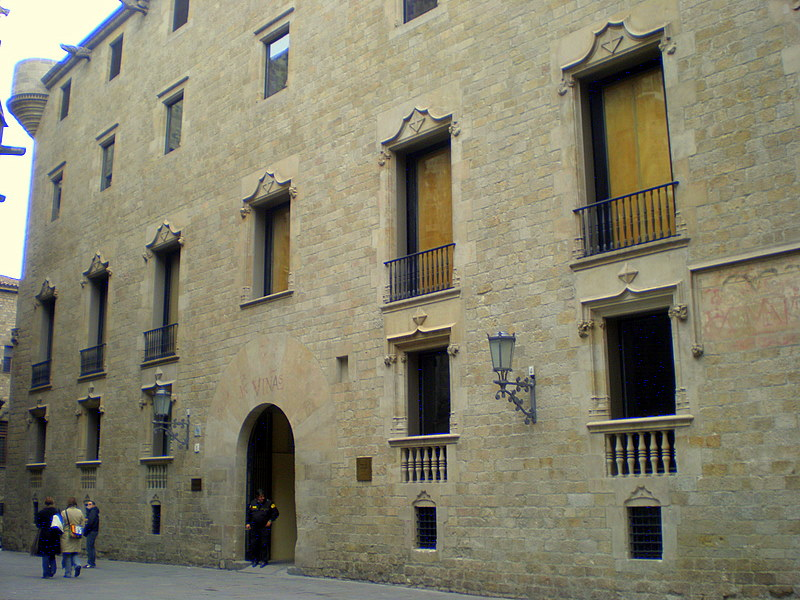
Palau del Lloctinent, façana del carrer dels Comtes

Es va construir el Palau del Lloctinent, encarregat per la Generalitat al mestre d'obres Antoni Carbonell, entre els anys 1549 i 1557. De planta rectangular, amb quatre plantes més els baixos, d'estil gòtic tardà amb elements renaixentistes i un gran pati central, a la planta baixa té quatre grans arcs carpanells sobre pilars que sostenen una galeria de tipus toscà amb arcs de mig punt; l'escala cap al pis superior està disposada com als palaus italians.

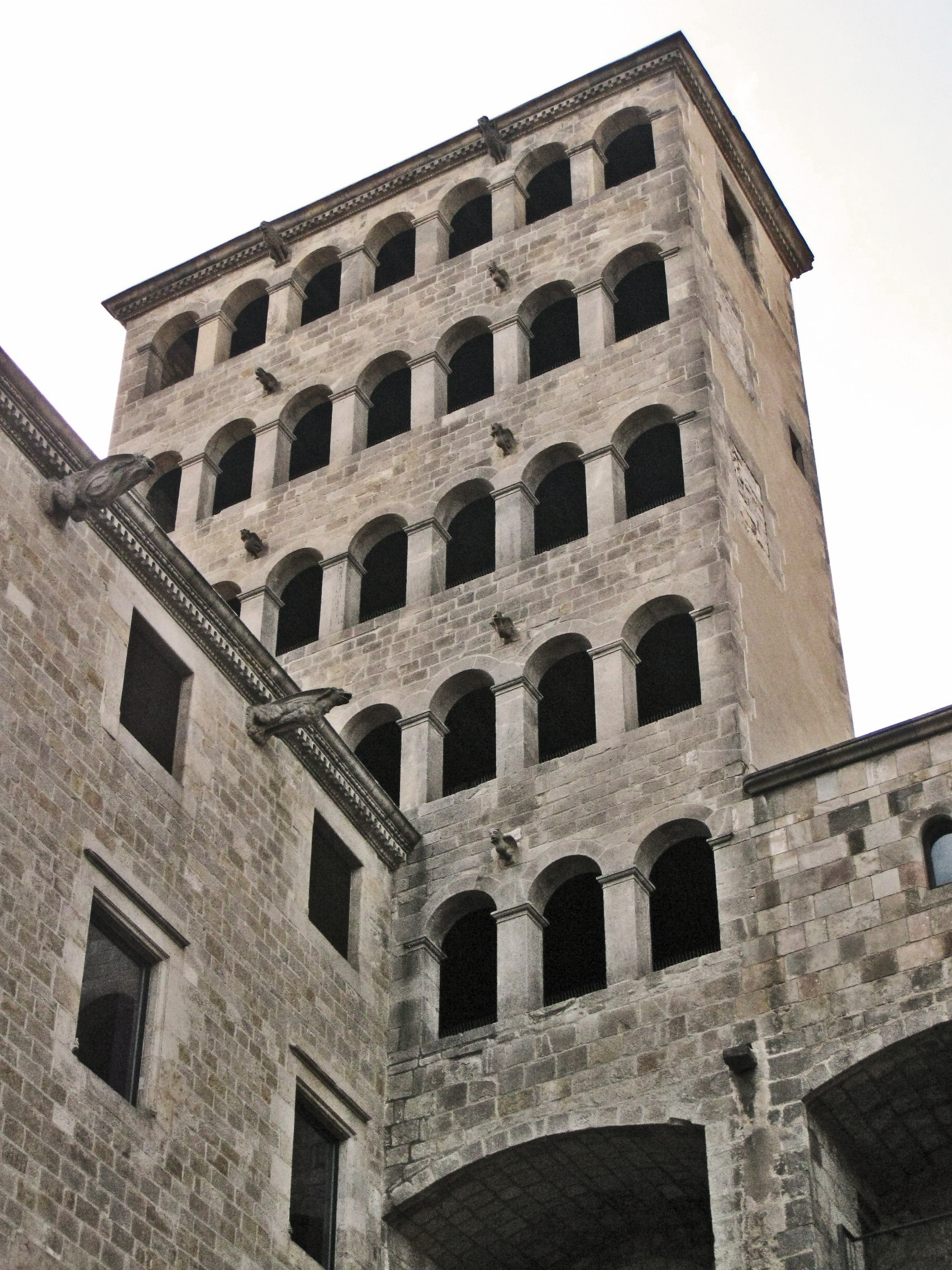
Mirador del Rei Martí

Es va aixecar també el Mirador del Rei Martí, torre rectangular de cinc pisos d'altura, l'any 1555; a cada pis hi ha una galeria d'arcs de mig punt amb set finestres.
La seu que ocupava la Inquisició i la capella de Santa Àgata van sofrir la desamortització de l'any 1835. Durant la Guerra Civil Espanyola de 1936 es va tornar a descobrir la sala gòtica; de la seva recuperació se'n van encarregar els arquitectes municipals Adolf Florensa i Ferrer i Joaquim Vilaseca, sota la direcció d'Agustí Duran i Sanpere. També es va fer la intervenció per acollir el Museu Marès a la part posterior de l'edifici, amb la qual cosa es va aconseguir en una major part, altra vegada, la unitat dels edificis.